# Alain Ficini
Pour les articles homonymes, voir Ficini.
Alain Ficini est un homme politique monégasque.

## Biographie
Né le 4 février 1950, Alain Ficini est fonctionnaire.
Il est membre du Conseil national depuis 2013.
Il devient président par intérim du parti Rassemblement et enjeux en 2014, à la suite de la démission de Jean-Charles Allavena.